# Bistum Baroda
Das Bistum Baroda (lat.: Dioecesis Barodensis) ist eine in Indien gelegene römisch-katholische Diözese mit Sitz in Vadodara (Baroda).

## Geschichte
Das Bistum Baroda wurde am 29. September 1966 durch Papst Paul VI. mit der Apostolischen Konstitution Christi Regnum aus Gebietsabtretungen des Erzbistums Bombay errichtet und diesem als Suffraganbistum unterstellt. Am 11. November 2002 wurde das Bistum Baroda dem Erzbistum Gandhinagar als Suffraganbistum unterstellt.

## Territorium
Das Bistum Baroda umfasst die Distrikte Bharuch, Dahod, Dang, Narmada, Navsari, Panchmahal, Surat, Vadodara und Valsad im Bundesstaat Gujarat.

## Bischöfe von Baroda
- Ignatius Salvador D’Souza SJ, 1966–1986
- Francis Leo Braganza SJ, 1987–1997
- Godfrey de Rozario SJ, 1997–2021
- Sebastião Mascarenhas SFX, seit 2022